# Col de Nadieu
Le col de Nadieu est un col routier des Pyrénées, situé dans le département de l'Aude entre Artigues et Le Clat. Son altitude est de 1 055 mètres.

## Géographie
Dans un environnement forestier, le col se situe sur un tripoint en limite des communes de Cailla, Marsa et du Clat sur le route départementale 83, dans le pays de Sault. Il peut être fortement enneigé mais n'en constitue pas moins le principal accès de la commune du Clat.

## Activités

### Cyclisme
Appréciée des cyclistes qui se rendent notamment au col de Dent (1 232 m), la montée depuis Axat dans la haute vallée de l'Aude (RD 118) est longue d'une dizaine de kilomètres.